# Echidnopsis malum
Echidnopsis malum là một loài thực vật có hoa trong họ La bố ma. Loài này được (Lavranos) Bruyns mô tả khoa học đầu tiên năm 1988.